# 쿨링 센터

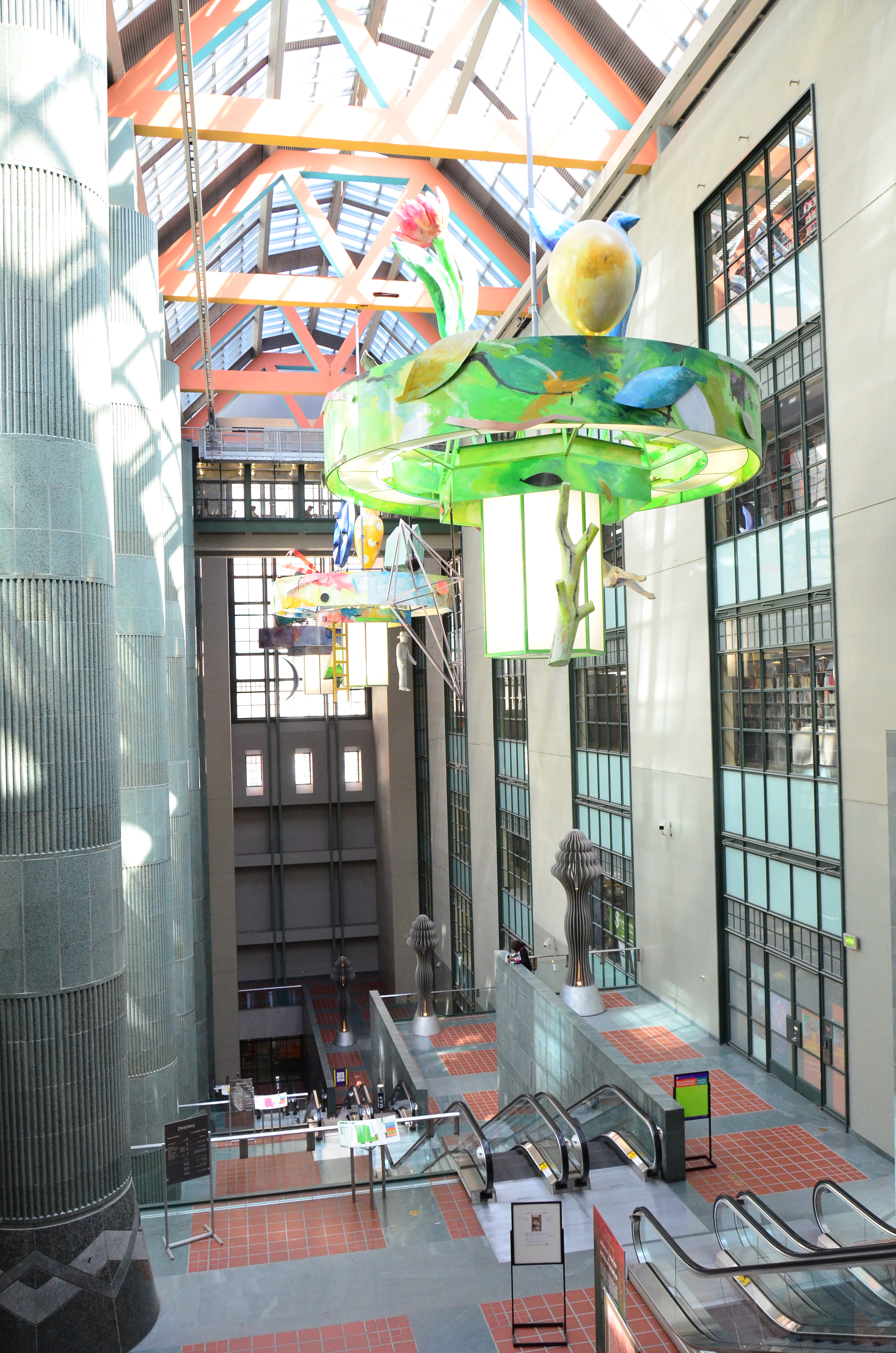
쿨링 센터로 지정된 로스엔젤레스 중앙도서관

쿨링 센터(cooling center)는 폭염과 같은 극심한 뜨거운 기후로 인해 건강에 미치는 악영향을 일시적으로 처리하기 위해 냉방 시설을 갖춘 공공 또는 개인 공간이다. 쿨링 센터는 열, 습도 및 열악한 공기 질로 인한 열중증을 예방할 수 있는 완화 전략 중 하나이다.
대중의 의식 속에서 폭염의 위험이 높아짐에 따라 로스앤젤레스, 뉴욕, 시카고, 보스턴, 토론토와 같은 대도시는 물론 도시 인구가 적은 지역에서도 쿨링 센터의 사용이 점차 늘어나고 있다. 쿨링 센터는 포틀랜드나 시애틀과 같이 가정용 에어컨이 거의 사용되지 않지만 여름에는 며칠 동안 온도가 90°F(32°C)를 초과할 수 있는 장소에서도 사용할 수 있다. 마찬가지로, 2018년 스칸디나비아 북부를 덮친 폭염과 화재 당시 핀란드의 한 슈퍼마켓은 일시적으로 쿨링 센터로 사용되었다.
다양한 연구에서 미래에 더 강렬하고, 더 자주, 더 오래 지속되는 폭염이 예상됨에 따라, 미국의 많은 주 및 연방 정부는 열 적응 전략 및 경보 시스템의 일부로 쿨링 센터를 포함하게 될 것이다.

## 같이 보기
- 커뮤니티 센터